# Les Collines (Never Leave You)
«Les Collines (Never Leave You)» es el undécimo sencillo de la cantante francesa Alizée y el primero de su álbum de studio Une enfant du siècle. El sencillo es una mezcla géneros electro-pop y mainstream. Fue compuesta por Angy Laperdrix, Guillaume de Maria, Julien Galinier y Raphael Vialla.
El sencillo fue alabado por la crítica refiriéndose a él y al álbum como -La canción y el álbum que le dio un nuevo aire a la carrera de Alizée, un buen zumbido en cambio radical de estilo- pretendiendo conquistar al industria estadounidense dado  que es un sencillo franco-inglés.

## Vídeo oficial
El vídeo oficial de esta canción se estrenó el 19 de marzo de 2010 y fue dirigido por Hawaii Fantôme, y producido por Partizan & Midi Minuit fue estrenado por su canal oficial en YouTube, que fue el canal femenino más visto en su semana de estreno.